# Малуша (село)
Ма́луша (болг. Малуша) — небольшое село в Болгарии. Находится в Габровской области, входит в общину Габрово. Население по последней переписи — 4 человека (2021). Исторически имела статус колибы и название Гырците (в 1934—1950 годах Грыдците). С 1971 года часть города Габрово, с 1981 года вновь самостоятельный населённый пункт (село).

## География
Расположено на северных склонах горы Шипка, в 7 км к юго-юго-западу от центра города Габрово. Расстояние по автодорогам через село Стоманеците, в котором находится остановка автобусов до Габрово, составляет 10 км. В 2 км к западу от села находится водохранилище Христо Смирненски на реке Паничарка.
Сейчас село представляет собой около десяти индивидуальных жилых домов. К северу от села расположено небольшое кладбище, а также остатки разрушенной сельскохозяйственной производственной зоны.

### Климат
Климат села, как и всей общины, умеренно-континентальный, с относительно холодными зимой и летом под влиянием горной системы Стара-Планина.
| Показатель                                                                            | Янв. | Фев. | Март | Апр. | Май  | Июнь | Июль | Авг. | Сен. | Окт. | Нояб. | Дек. |
| ------------------------------------------------------------------------------------- | ---- | ---- | ---- | ---- | ---- | ---- | ---- | ---- | ---- | ---- | ----- | ---- |
| Средний суточный максимум, °C                                                         | 2,5  | 4,4  | 8,9  | 14   | 18,5 | 22   | 24,3 | 24,7 | 20   | 14,7 | 9,8   | 4    |
| Средняя температура, °C                                                               | −1,4 | 0,1  | 4,2  | 9,2  | 13,9 | 17,6 | 19,9 | 20,1 | 15,5 | 10,3 | 5,6   | 0,3  |
| Средний суточный минимум, °C                                                          | −5   | −3,7 | −0,3 | 4,1  | 9    | 12,9 | 15,1 | 15,3 | 11,1 | 6,4  | 2,1   | −2,8 |
| Норма осадков, мм                                                                     | 54   | 54   | 71   | 86   | 121  | 103  | 93   | 62   | 68   | 58   | 55    | 65   |
| Источник: Климатические данные городов по всему миру. Дата обращения: 30 апреля 2023. |      |      |      |      |      |      |      |      |      |      |       |      |

## История
По первой после обретения Болгарией независимости переписи 1880 года село было учтено как колиба Гырците общины Паничарка Габровской околии округа Севлиево. К 1887 году колиба перешла в общину Зеленодырво.
По переписи 1892 года в колибе Гырците общины Зелено-Дырво Габровской околии округа Севлиево было 11 зданий. По переписи 1900 года и далее местность вместе с околией отошла к округу Тырново, здесь было 14 зданий.
По переписям 1920 и 1926 годов в колибе Гырците общины Стоманеците той же околии было 14 зданий и 14 домохозяйств. В 1934 году — колиба Грыдците (переименована 14 августа того же года) общины Хаджи-Цонев-Мост Габровской околии Плевенской области, в которой по переписи было 14 домохозяйств в 15 жилых зданиях.
С 1949 года — в составе общины Хаджи-Цонев-Мост Габровской околии Горнооряховского округа.
6 августа 1950 года колиба Грыдците была переименована в Малушу, а община — в общину Смирненски той же околии, с 1951 года — в Тырновском округе. С 1955 года — в составе общины Габрово околии города Габрово Тырновского округа. В 1959 году околии были ликвидированы, после этого колиба вошла в состав общины Габрово Габровского округа. С мая 1971 года колиба Малуша на десять лет стала частью города Габрово. С 1981 года — село в составе общины Габрово Габровского округа.
С 1987 года — в Ловечской области, а с 1999 года — во вновь образованной Габровской области.

## Население
| 1880 | 1887 | 1892 | 1900 | 1905 | 1910 | 1920 | 1926 | 1934 | 1946 | 1956 | 1965 | 1975 | 1985 | 1992 | 2001 | 2011 | 2021 |
| ---- | ---- | ---- | ---- | ---- | ---- | ---- | ---- | ---- | ---- | ---- | ---- | ---- | ---- | ---- | ---- | ---- | ---- |
| 51   | 63   | 55   | 71   | 71   | 72   | 64   | 56   | 60   | 52   | 49   | 28   | —    | 3    | 6    | 6    | 5    | 4    |

### Национальный состав
В течение первых шести переписей 1880—1910 годов практически все переписанные были болгарами (за исключением одного румына в 1880 году и одного турка в 1905 году). В 2011 году — также все болгары.

### Возрастно-половой состав
По переписи 2021 года в селе проживало 4 человека: 3 мужчины (возрастом 40—44, 80—84 и старше 85 лет) и 1 женщина (возрастом 50—54 года), по переписи 2011 года — 5 человек (2 мужчины возрастом 70—74 и 75—79 лет и 3 женщины возрастом 40—44, 65—69 и 70—74 года).

## Политическая ситуация
Малуша подчиняется непосредственно общине и не имеет своего кмета. Кметский наместник — Тодорка Иванова Мирчева.
Кмет (мэр) общины Габрово — Таня Венкова Христова (ГЕРБ).